# Taekwondo-Europameisterschaften 1994
Die Taekwondo-Europameisterschaften 1994 fanden vom 28. bis 30. Oktober 1994 in Zagreb, Kroatien, statt. Veranstaltet wurden die Titelkämpfe von der European Taekwondo Union (ETU). Insgesamt fanden 16 Wettbewerbe statt, jeweils acht bei Frauen und Männern in unterschiedlichen Gewichtsklassen.
Erfolgreichste Nation war mit Abstand Spanien, das siebenmal Gold gewann, außerdem einmal Silber und zweimal Bronze. Es folgte Griechenland, dessen Starter unter anderem zweimal Gold gewannen, sowie die Türkei mit einmal Gold und viermal Silber. Bei den deutschen Kämpfern wurde Aydin Ates in der Klasse bis 54 Kilogramm Europameister. Sie gewannen außerdem fünf Bronzemedaillen.

## Medaillengewinner

### Frauen
| Gewichtsklasse | Gold                     | Silber             | Bronze               |
| -------------- | ------------------------ | ------------------ | -------------------- |
| - 43 kg        | Triantafillia Karasiouna | Gemma Jones        | Coral Falco          |
| - 43 kg        | Triantafillia Karasiouna | Gemma Jones        | Tharshni Thevathasan |
| - 47 kg        | Swetlana Noskowa         | Piera Muggiri      | Ana Katalinić        |
| - 47 kg        | Swetlana Noskowa         | Piera Muggiri      | Janet Vousden        |
| - 51 kg        | Elisabet Delgado         | Marijeta Željković | Minna Ketola         |
| - 51 kg        | Elisabet Delgado         | Marijeta Željković | Kathy Walker         |
| - 55 kg        | Idoya Jiménez            | Ayşegül Ergin      | Carine Rocchesani    |
| - 55 kg        | Idoya Jiménez            | Ayşegül Ergin      | Maria Zygmantovich   |
| - 60 kg        | Jo-Anne Nash             | Mirjam Müskens     | Judith Pirchmoser    |
| - 60 kg        | Jo-Anne Nash             | Mirjam Müskens     | Sonja Schiedt        |
| - 65 kg        | Morfou Drosidou          | Elena Benítez      | Kirsimarja Koskinen  |
| - 65 kg        | Morfou Drosidou          | Elena Benítez      | Karin Schwartz       |
| - 70 kg        | Tuğgen Gedik             | Iva Gavez          | Ekaterina Bassi      |
| - 70 kg        | Tuğgen Gedik             | Iva Gavez          | Tanja Brkic          |
| + 70 kg        | Yolanda García           | Nataša Vezmar      | Karin Bain           |
| + 70 kg        | Yolanda García           | Nataša Vezmar      | Monique Thènes       |

### Männer
| Gewichtsklasse | Gold            | Silber            | Bronze              |
| -------------- | --------------- | ----------------- | ------------------- |
| - 50 kg        | Gergely Salim   | Mert Tuncer       | Željko Jurčić       |
| - 50 kg        | Gergely Salim   | Mert Tuncer       | Luigi Sarmataro     |
| - 54 kg        | Aydin Ates      | Cihat Kutluca     | Abror Haider        |
| - 54 kg        | Aydin Ates      | Cihat Kutluca     | José Luis Prieto    |
| - 58 kg        | Gabriel Esparza | Ahmet Evcimen     | Josef Salim         |
| - 58 kg        | Gabriel Esparza | Ahmet Evcimen     | Jesper Skaneby      |
| - 64 kg        | Francisco Zas   | Claudio Nolano    | Arthur Noot         |
| - 64 kg        | Francisco Zas   | Claudio Nolano    | Igor Romazhkevich   |
| - 70 kg        | Óscar Sánchez   | Domenico D’Alise  | Aziz Acharki        |
| - 70 kg        | Óscar Sánchez   | Domenico D’Alise  | Lee Bennett         |
| - 76 kg        | Dragan Jurily   | Theodoros Milonas | Marko Pokka         |
| - 76 kg        | Dragan Jurily   | Theodoros Milonas | Marco Scheiterbauer |
| - 83 kg        | John Wright     | Mikaël Meloul     | Ivan Brljevic       |
| - 83 kg        | John Wright     | Mikaël Meloul     | Joonas Soila        |
| + 83 kg        | Pascal Gentil   | Jan Glerup        | Massimiliano Romano |
| + 83 kg        | Pascal Gentil   | Jan Glerup        | Olaf Wilkens        |

## Medaillenspiegel
| Platz  | Land                   | Gold | Silber | Bronze | Gesamt |
| ------ | ---------------------- | ---- | ------ | ------ | ------ |
| 1      | Spanien                | 7    | 1      | 2      | 10     |
| 2      | Griechenland           | 2    | 1      | 1      | 4      |
| 3      | Türkei                 | 1    | 4      | −      | 5      |
| 4      | Kroatien               | 1    | 3      | 2      | 6      |
| 5      | Dänemark               | 1    | 1      | 3      | 5      |
| 5      | Vereinigtes Königreich | 1    | 1      | 3      | 5      |
| 7      | Frankreich             | 1    | 1      | 2      | 4      |
| 8      | Deutschland            | 1    | −      | 5      | 6      |
| 9      | Russland               | 1    | −      | −      | 1      |
| 10     | Italien                | −    | 3      | 2      | 5      |
| 11     | Niederlande            | −    | 1      | 1      | 2      |
| 12     | Finnland               | −    | −      | 4      | 4      |
| 13     | Schweden               | −    | −      | 3      | 3      |
| 14     | Belarus                | −    | −      | 2      | 2      |
| 15     | Irland                 | −    | −      | 1      | 1      |
| 15     | Österreich             | −    | −      | 1      | 1      |
| Gesamt | Gesamt                 | 16   | 16     | 32     | 64     |